# Limacella
Genere Limacella Earle, Bulletin of the New York Botanical Garden 5: 447 (1909)
I funghi appartenenti al genere Limacella vengono spesso confusi con quelli appartenenti al genere Lepiota, con cui condividono parecchie caratteristiche morfologiche.
Alcune specie hanno il velo generale fugace e l'anello.
Le spore sono piccole e non amiloidi, la struttura è simile a quella delle Amanite, il cappello è quasi sempre viscoso. Giù in

## Specie di Limacella
Alcune specie del genere Limacella:
- Limacella delicata (Fr.) Earle
- Limacella furnacea
- Limacella glioderma
- Limacella guttata (Pers.) Konrad & Maubl. (nota anche come Limacella lenticularis)
- Limacella illinita (Fr) Murrill
- Limacella kauffmanii
- Limacella ochraceolutea P.D. Orton
- Limacella solidipes (Pk.) H.V.Smith.
- Limacella subfurnacea
- Limacella taiwanensis
- Limacella vinosorubescens